# Accademia militare Teresiana

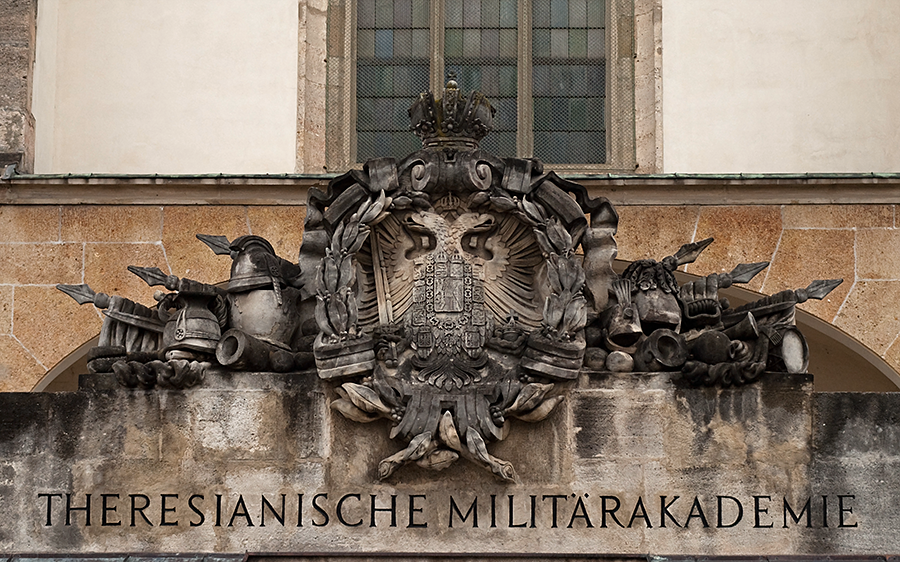
Stemma araldico imperiale all’entrata principale

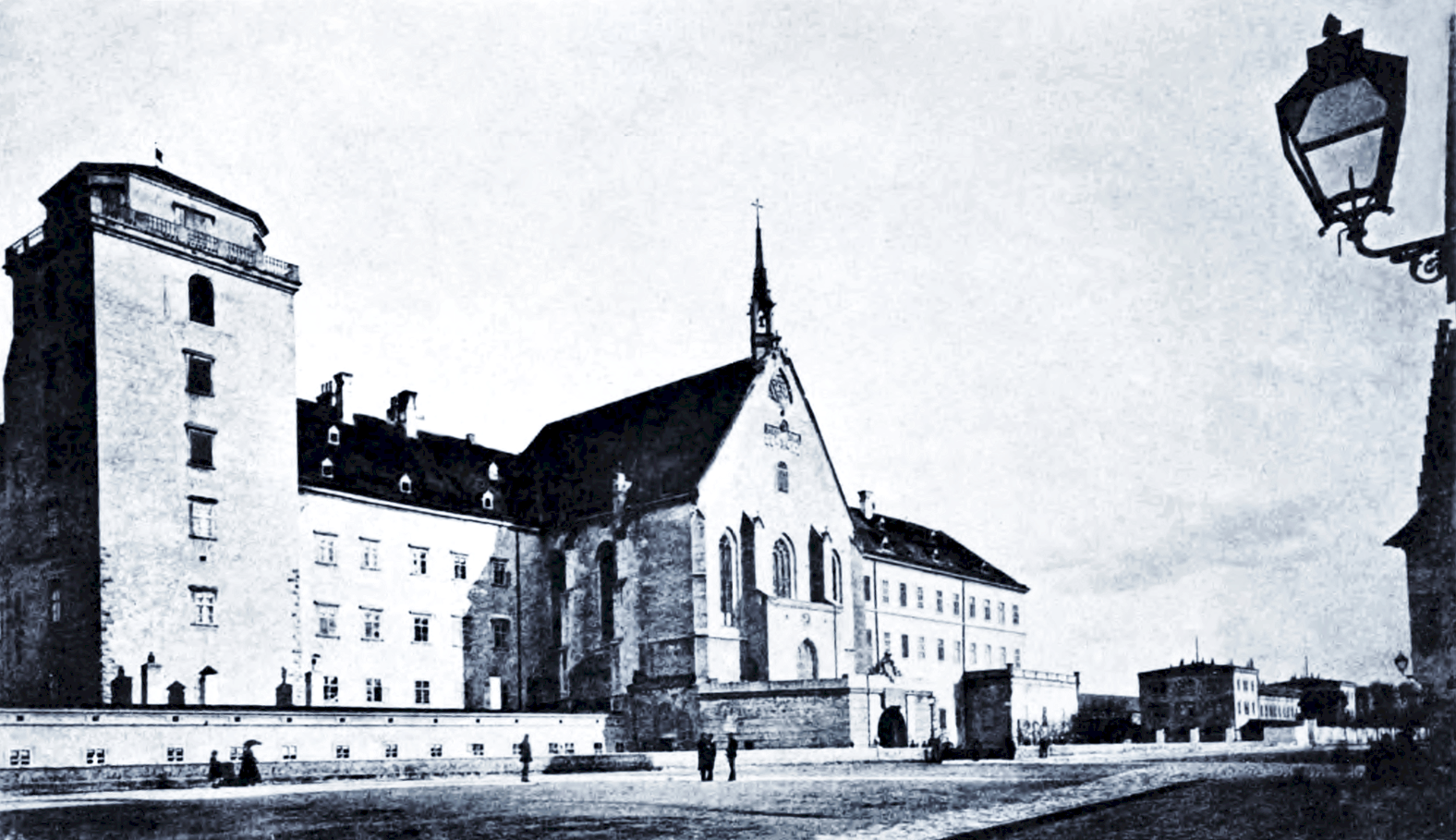
La Teresiana prima del 1870

L'Accademia militare Teresiana (tedesco: Theresianische Militärakademie, abbreviabile in TherMilAk o più semplicemente in MilAk) fu fondata nel 1751 dall'imperatrice Maria Teresa d'Austria, con sede a Wiener Neustadt nell'antica fortezza imperiale, riservata all'addestramento degli ufficiali cadetti della nobiltà dell'Impero austriaco.
Considerata una delle più antiche accademie militari al mondo, è ancora in esercizio per gli aspiranti ufficiali dell'esercito austriaco. Ogni anno il corso allievi viene intitolato a un cavaliere dell'ordine militare di Maria Teresa.

## Storia
L'Accademia militare teresiana fu fondata dall'imperatrice Maria Teresa d'Austria  il 14 dicembre 1751 con la missione "di formare ufficiali onesti e efficienti". Il primo comandante fu il feldmaresciallo Leopold Joseph von Daun. Non fu accettato nell'Accademia l'aspirante ufficiale Josef Radetzky in quanto ritenuto troppo gracile fisicamente mentre, al contrario, la milanese Francesca Scanagatta si sostituì a un suo fratello che avrebbe dovuto frequentare l'Accademia travestendosi da uomo; seguì al suo posto i corsi dell'Accademia, dal 16 febbraio 1794 al 16 gennaio 1797, combattendo poi nelle guerre napoleoniche in Germania e in Italia. Fu decorata e promossa.
Poco prima della seconda guerra mondiale, precisamente tra il 10 novembre 1938 e l'agosto 1939, vi insegnò anche il colonnello Erwin Rommel, futuro generale.
Dopo la fondazione delle Forze armate nel 1955, l'Accademia militare a causa dei gravi danni subiti dal castello di Wiener Neustadt nel corso del conflitto mondiale, fu trasferita a Enns fino al 1958.
Dal 1997 l'Accademia militare è parificata a corsi universitari e nel 2003 ospitò per la seconda volta, dopo la vicenda di Francesca Scanagatta, la formazione di quattro aspiranti ufficiali donne. Fin dalla riapertura del 1959 a oggi sono stati diplomati 3.576 ufficiali. Il corso ufficiali prevede una formazione di tre anni.